# Patrick Lafontaine
Patrick Lafontaine, né à Montréal en 1971, est un poète, éditeur et enseignant québécois. 

## Biographie
À la suite de l'obtention d'un baccalauréat ainsi que d'une maîtrise en Études littéraires à l'Université du Québec à Montréal, Patrick Lafontaine enseigne la littérature au Collège Maisonneuve.  
De 2000 à 2004, il est membre du comité de rédaction de la revue Liberté. Pendant de nombreuses années, il assure également la direction des Éditions du Noroît aux côtés de Paul Bélanger. 
Poète, il publie L'ambition du vide (Noroît, 1997), Au lieu de l'abandon ; Mes êtres (Noroît, 2006), Homa sweet home (Noroît, 2008) ainsi que Grève du zèle (Noroît, 2010),,,,. 
Patrick Lafontaine fait également paraît un roman : Roman : roman (Pleine lune, 2019). 
Patrick Lafontaine est récipiendaire du Prix Émile-Nelligan (1997) et finaliste au Prix Quebecor du Festival international de Poésie de Trois-Rivières (2008). 
Actif sur la scène littéraire québécoise, il participe à plusieurs événements de poésie dont «apéros-poésie» dans le cadre de l'Échange poétique Lyon-Montréal. 
Il est membre de l'Union des écrivaines et des écrivains québécois depuis 2010.

## Œuvres

### Poésie
- L'ambition du vide, avec les gravures de François-Xavier Marange, Montréal, Éditions du Noroît, 1997, 66 p.  (ISBN 2-89018-377-7)
- Au lieu de l'abandon ; Mes êtres, Montréal, Éditions du Noroît, 2006, 163 p.  (ISBN 2-89018-582-6)
- Homa sweet home, Montréal, Éditions du Noroît, 2008, 88 p.  (ISBN 978-2-89018-631-6)
- Grève du zèle, Éditions du Noroît, 2010, 75 p.  (ISBN 978-2-89018-685-9)

### Roman
- Roman : roman, Lachine, Pleine lune, 2019, 121 p.  (ISBN 9782890245235, 9782890245242 et 9782890245259)

## Prix et honneurs
- 1997 - Récipiendaire : Prix Émile-Nelligan (pour L'ambition du vide)[10]
- 2011 - Finaliste : Prix du gouverneur général, catégorie poésie (pourGrève du zèle)[11]
- 2011 - Récipiendaire : Prix de poésie Estuaire-Bistro Leméac (pour Grève du zèle)[12]